# Laurențiu Dumănoiu
Laurențiu Dumănoiu, né le 23 juillet 1951 à Râmnicu Vâlcea en Roumanie et mort le 21 octobre 2014, est un joueur de volley-ball roumain. 

## Carrière
Laurențiu Dumănoiu participe aux Jeux olympiques de 1980 à Moscou et remporte la médaille de bronze avec l'équipe roumaine composée de Marius Căta-Chițiga, Valter Chifu, Günther Enescu, Dan Gîrleanu, Sorin Macavei, Viorel Manole, Florin Mina, Corneliu Oros, Nicolae Pop, Constantin Sterea et Nicu Stoian.